# Mathilde Seigner
Mathilde Seigner (Parijs, 27 januari 1968) is een Frans actrice.

## Levensloop
Mathilde Seigner is een dochter van fotograaf Jean-Louis Seigner en journaliste Aline Ponelle. Haar zussen zijn Emmanuelle Seigner en Marie-Amélie Seigner. Ze is een kleindochter van acteur Louis Seigner en nicht van Françoise Seigner.
Seigner volgde haar opleiding aan de Parijse theateracademie Cours Florent. Ze verscheen voor het eerst op het scherm in 1991 in de televisieserie Cas de divorce. In 1999 won Seigner de Romy Schneiderprijs voor beloftevolle Franstalige actrice. Ze ontving drie Césarnominaties voor beste vrouwelijke bijrol voor haar rollen in Nettoyage à sec (1998), Vénus Beauté (institut) (2000) en Harry, un ami qui vous veut du bien (2001). Naast haar rollen in films treedt ze ook op in het theater.
Van 1998 tot 2001 had Seigner een relatie met komiek Laurent Gerra. Ze was ook een koppel met acteur Antoine Duléry.
Sinds 2006 leeft Seigner samen met cameraman Mathieu Petit. Ze hebben een zoon.

## Filmografie (selectie)
- 1994: Le Sourire van Claude Miller als Tuttut (stripdanseres)
- 1997: Nettoyage à sec van Anne Fontaine als Marylin
- 1997: Vive la République ! van Eric Rochant als Corinne
- 1999: Vénus Beauté (institut) van Tonie Marshall als Samantha
- 1999: Belle Maman van Gabriel Aghion als Séverine
- 1999: Le Temps retrouvé van Raoul Ruiz als Céleste
- 1999: Le Bleu des villes van Stéphane Brizé als Mylène
- 2000: Harry, un ami qui vous veut du bien van Dominik Moll als Claire
- 2001: La Chambre des magiciennes van Claude Miller als Odette
- 2001: Une hirondelle a fait le printemps van Christian Carion als Sandrine
- 2001: Le Lait de la tendresse humaine van Dominique Cabrera als Sabrina
- 2001: Betty Fisher et autres histoires van Claude Miller als Carole
- 2001: Inch'Allah dimanche van Yamina Benguigui als Mlle Briat
- 2003: Tristan van Philippe Harel als commissaris Emmanuelle Barsac
- 2004: Les Parisiens van Claude Lelouch als tweeling Anne en Clémentine
- 2005: Tout pour plaire van Cécile Telerman als Juliette
- 2005: Le Courage d'aimer van Claude Lelouch als Anne / Clémentine
- 2005: Palais Royal ! van Valérie Lemercier als Laurence
- 2006: Camping van Fabien Onteniente als Sophie Gatineau
- 2006: Le passager de l'été van Florence Moncorgé-Gabin als Angèle
- 2007: Danse avec lui van Valérie Guignabodet als Alexandra
- 2007: Détrompez-vous van Bruno Dega als Lisa
- 2009: Quelque chose à te dire van Cécile Telerman als Alice Celliers
- 2010: Trésor van Claude Berri en Francois Dupeyron als Nathalie
- 2010: Camping 2 van Fabien Onteniente als Sophie Gatineau
- 2011: La Guerre des boutons van Yann Samuell als de moeder van Lebrac
- 2012: Dans la tourmente van Christophe Ruggia als Hélène
- 2012: Maman van Alexandra Leclère als Sandrine
- 2013: Max van Stéphanie Murat als Rose
- 2015: En mai, fais ce qu'il te plaît van Christian Carion als Mado
- 2016: Retour chez ma mère van Éric Lavaine als Carole
- 2017: Chacun sa vie van Claude Lelouch als Mathilde
- 2017: Coexister van Fabrice Éboué als Sophie Demanche
- 2019: Edmond van Alexis Michalik als Maria Legault
- 2019: Ni une ni deux van Anne Giafferi als Julie/Laurette
- 2019: Ibiza van Arnaud Lemort als Carole
- 2021: Un tour chez ma fille van Éric Lavaine als Carole